# Kerelaw House
Kerelaw House war ein Landhaus in der Stadt Stevenston in der schottischen Council Area North Ayrshire.

## Geschichte

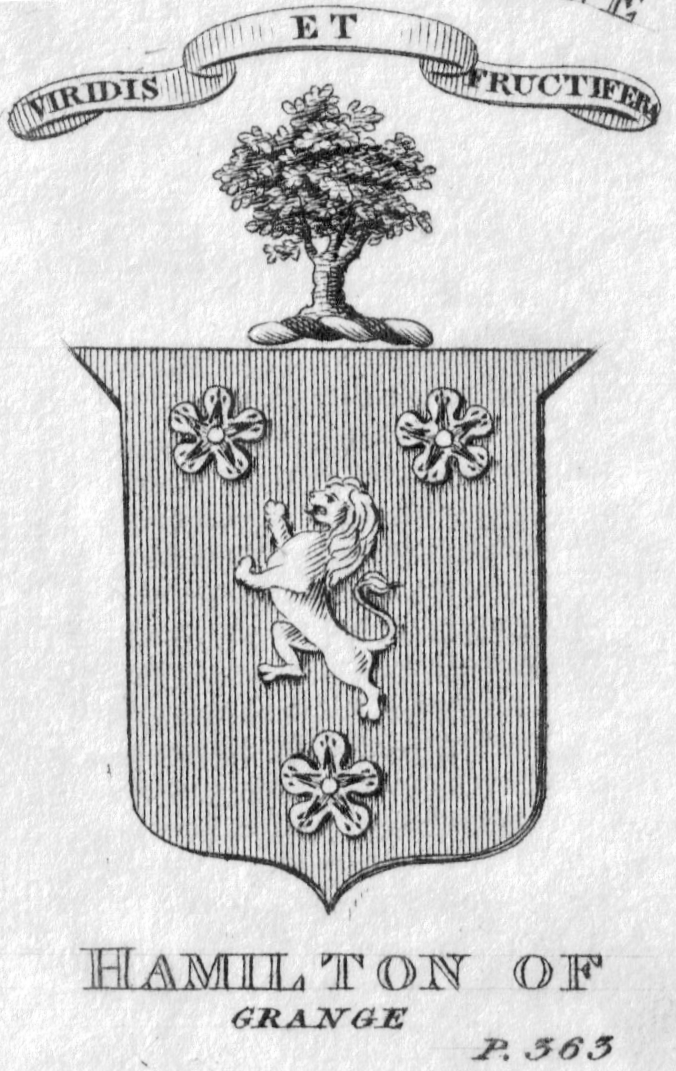
Wappen der Hamiltons of Grange

Das Haus wurde 1787 in palladianischem Stil für Lieutenant Colonel Alexander Hamilton (einem Verwandten von Alexander Hamilton, einem der Gründer der USA) erbaut. Hamilton starb 1837 ohne Nachkommen und ließ erhebliche Schulden zurück. Captain Logan Neely, ein Neffe von Alexander Hamilton, erbte das Haus und war 1838 gezwungen, es zusammen mit dem Rest des Anwesens und der Ruine von Kerelaw Castle an Gavin Fullarton, Esq., einen Westindien-Kaufmann in Rente, zu verkaufen. Diese Familie Fullarton war ein Nebenzweig der Fullartons von Kirkmichael auf der Isle of Arran, die eine Charta von König Robert the Bruce hatten. Die Familie hatte den erblichen Stand eines Coroners auf der Isle of Arran inne. Ihr Familienmotto war: „Lux in tenebris“ (dt.: Das Licht scheint in der Dunkelheit).

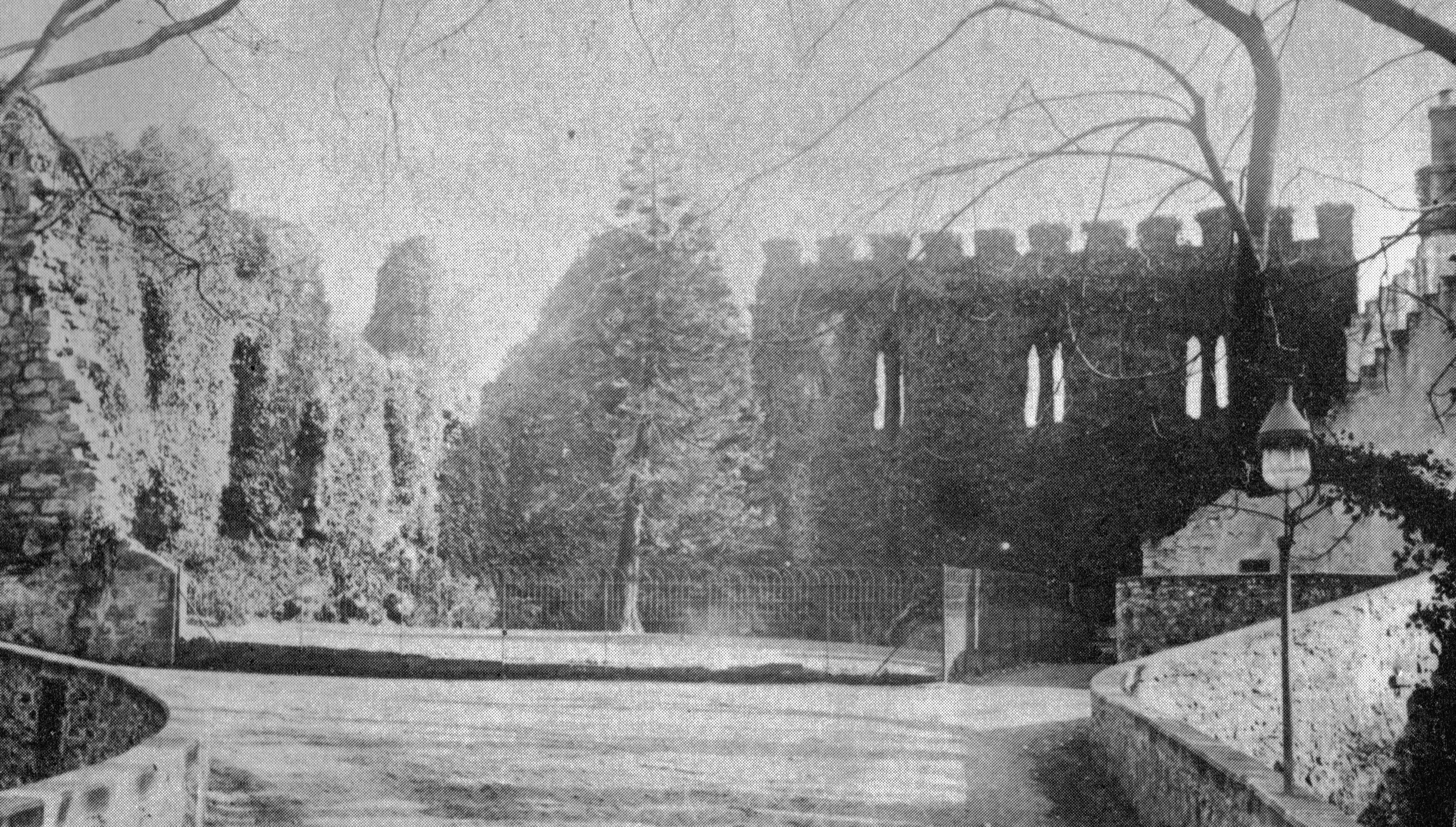
Die Ruine von Kerelaw Castle 1890 mit dem Goldregen, den David Livingstone aus Afrika geschickt hatte.

1919 kaufte James Campbell das Haus. Campbell und seine Familie (einschließlich seines Sohnes Kenneth Campbell, des späteren Fliegers im Zweiten Weltkrieg) waren die letzten Bewohner des Hauses. 1969 kaufte das Schulamt der Stadt Glasgow Kerelaw House und 1970 wurde dort die Kerelaw Residential School, ein Internat, eröffnet. Das Haus sollte eigentlich als Büro für die Schule dienen, wurde aber stattdessen abgerissen.

## Beschreibung
Kerelaw House wurde im Adamstil gebaut und war ein hohes, dreistöckiges Gebäude aus Werkstein. Es hatte fünf Joche, deren mittleres besonders breit war und leicht hervorsprang. Über der dorischen Eingangshalle sitzt als typisches Detail des Adamstils ein venezianisches Fenster in einem leicht zurückgesetzten Blindbogen. Eine lange Auffahrt führt von der nahegelegenen Straße zum Haus; sie ist heute noch existent und diente als Zufahrt zum Internat. Sonst gibt es keine Überreste des Landhauses mehr.

### Mayville House
Davis nennt dieses Anwesen ein „außergewöhnlich attraktives und schönes kleines Landhaus“, das um 1720 für Robert Baillie, Vater von Lesley Baillie, die Robert Burns als Vorlage für seine Figur „Bonnie Lesley“ diente, gebaut wurde. Das Anwesen wurde Teil des Anwesens Kerelaw, bis es 1914 von Mr James Campbell verkauft wurde.

### Hullerhirst House
Dieses kleine Wohnhaus aus dem 18. Jahrhundert war vermutlich das Witwenhaus von Kerelaw House.